# Eucereon confusum
Eucereon confusum är en fjärilsart som beskrevs av Rothschild 1912. Eucereon confusum ingår i släktet Eucereon och familjen björnspinnare. Inga underarter finns listade i Catalogue of Life.